# Faustball-Weltmeisterschaft 2007
| 12. Weltmeisterschaft 2007           | 12. Weltmeisterschaft 2007 |
| Männer                               | Männer                     |
| ------------------------------------ | -------------------------- |
| Anzahl Nationen                      | 12                         |
| Weltmeister                          | Österreich                 |
| Gastgeber                            | Deutschland                |
| Stadt                                | Oldenburg                  |
| Austragungsort                       | Marschwegstadion           |
| Eröffnung                            | 6. August 2007             |
| Endspiel                             | 12. August 2007            |
| Verband                              | IFA                        |
| Anzahl Spiele                        | 54                         |
| \| ← 11. WM 2003 \| 13. WM 2011 → \| |                            |
| ← 11. WM 2003                        | 13. WM 2011 →              |

Die 12. Faustball-Weltmeisterschaft der Männer fand vom 6. bis zum 12. August 2007 in Deutschland statt. Die Spiele wurden in Oldenburg, Wildeshausen, Braunschweig und Stade ausgetragen.

## Hintergrund
Deutschland war nach 1972 und 1982 bereits zum dritten Mal Ausrichter der Faustball-Weltmeisterschaft der Männer. Veranstalter dieser WM war der Niedersächsische Turnerbund. Bundeskanzlerin Angela Merkel war Schirmherrin des Wettbewerbs. Die WM begann am 6. August 2007 mit dem IFA-Kongress. Die offizielle Eröffnungsfeier und die ersten Spiele fanden dann am 7. August 2007 statt.
Die Platzierungs- und Finalspiele fanden im Marschweg-Stadion in Oldenburg statt.
Titelverteidiger war die Nationalmannschaft von Brasilien, die ihren Titel an die Nationalmannschaft von Österreich verloren hat.
Neben den Wettkämpfen der Erwachsenen fand auch ein Kinderfaustball-WM-Camp statt, das ebenfalls von dem Niedersächsischen Turnerbund geplant und durchgeführt wurde.

## Teilnehmer
Mit Japan und Taiwan nahmen zum ersten Mal zwei Nationen aus Asien an einer Faustball-Weltmeisterschaft teil.
| 5 aus Europa      | Dänemark           | Deutschland | Italien |
|                   | Österreich         | Schweiz     |         |
| 3 aus Südamerika  | Argentinien        | Brasilien   | Chile   |
| 2 aus Asien       | Japan              | Taiwan      |         |
| 1 aus Afrika      | Namibia            |             |         |
| 1 aus Nordamerika | Vereinigte Staaten |             |         |

## Spielorte
Die Spiele der Faustball-Weltmeisterschaft 2007 wurden an insgesamt vier Orten in Niedersachsen ausgetragen.
| Oldenburg |

| Stade |

| Braunschweig |

| Wildeshausen |

| Oldenburg |

| Stade |

| Braunschweig |

| Wildeshausen |

## Gruppen
Die Gruppen wurden Ende 2006 anhand der Ergebnisse bei den letzten Meisterschaften ausgelost.

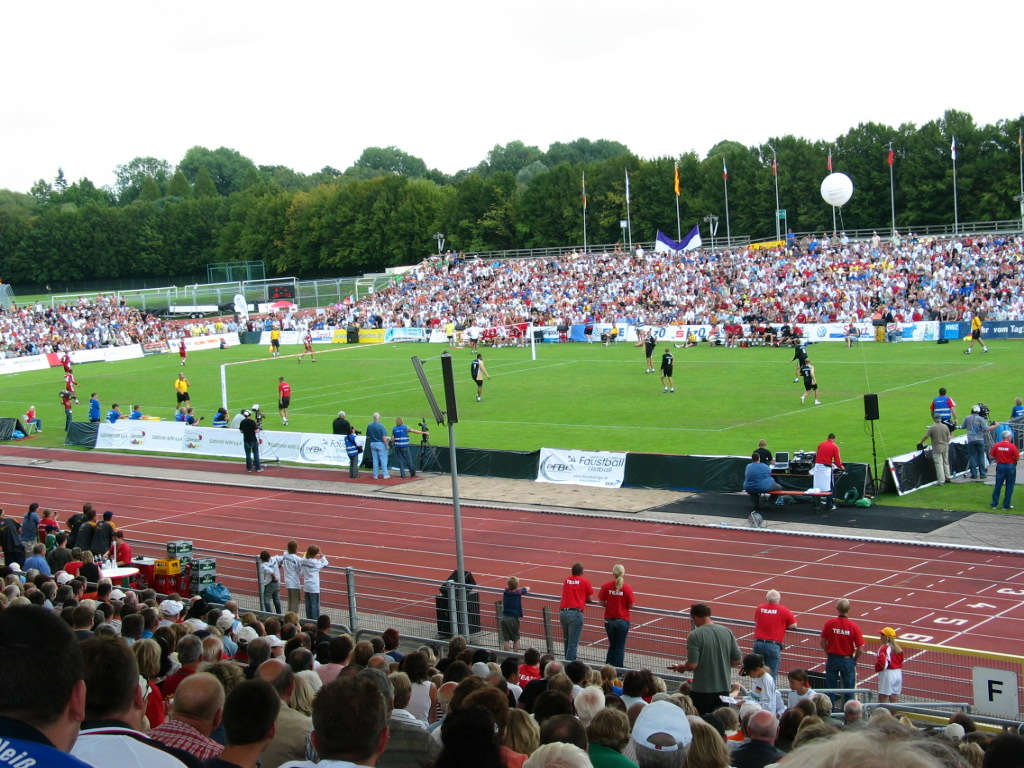
Faustball-WM 2007 – Spiel um Platz 3

| Gruppe A  | Gruppe B    | Gruppe C   | Gruppe D    |
| --------- | ----------- | ---------- | ----------- |
| Brasilien | Deutschland | Österreich | Schweiz     |
| Chile     | Namibia     | Dänemark   | Argentinien |
| Italien   | Japan       | USA        | Taiwan      |

## Modus
- In der Vorrunde wird in vier Gruppen (A bis D) mit jeweils drei Mannschaften eine einfache Runde gespielt.
- Die vier Gruppensieger der Vorrunde spielen in der Zwischenrunde in der Gruppe E, die vier Gruppendritten spielen in der Gruppe F.
- Die vier Gruppenzweiten der Vorrunde ermitteln in Qualifikationsspielen zwei weitere Teilnehmer der Gruppe E. Die unterlegenen Mannschaften spielen in der Gruppe F.
- Die ersten vier der Gruppe E spielen im Halbfinale.
- Der Fünft- und Sechstplatzierte der Gruppe E spielen gegen den Gruppenersten und -zweiten der Gruppe F eine Qualifikation für das Spiel um Platz 5.
- Ab dem Halbfinale wurde in einer K.-o.-Runde (Verlierer scheidet aus) gespielt.
- Jeder Platz wird ausgespielt.
- Im Halbfinale, dem Spiel um Platz 3 und dem Finale wird auf drei Gewinnsätze gespielt. Alle übrigen Spiele werden auf zwei Gewinnsätze gespielt.

## Vorrunde
Alle Spiele der Vorrunde fanden in Oldenburg statt.

### Gruppe A
| 07.08.2007 | Chile     | – | Italien | 1:2 | (20:16, 20:22, 18:20) |
| 07.08.2007 | Brasilien | – | Chile   | 2:0 | (20:11, 20:4)         |
| 07.08.2007 | Brasilien | – | Italien | 2:0 | (20:11, 20:10)        |

### Gruppe B
| 07.08.2007 | Namibia     | – | Japan   | 2:0 | (20:14, 20:8) |
| 07.08.2007 | Deutschland | – | Namibia | 2:0 | (20:7, 20:7)  |
| 07.08.2007 | Deutschland | – | Japan   | 2:0 | (20:5, 20:5)  |

### Gruppe C
| 07.08.2007 | Dänemark   | – | USA      | 2:0 | (20:14, 20:8) |
| 07.08.2007 | Österreich | – | Dänemark | 2:0 | (20:10, 20:5) |
| 07.08.2007 | Österreich | – | USA      | 2:0 | (20:8, 20:7)  |

### Gruppe D
| 07.08.2007 | Argentinien | – | Taiwan      | 2:0 | (20:13, 20:8)  |
| 07.08.2007 | Schweiz     | – | Argentinien | 2:0 | (21:19, 20:11) |
| 07.08.2007 | Schweiz     | – | Taiwan      | 2:0 | (20:9, 20:10)  |

## Qualifikationsspiele der Gruppenzweiten
Die Gruppenzweiten spielten eine Zwischenqualifikation. Die Sieger spielen weiter in der Gruppe E (spielt um die Plätze eins bis acht), die Unterlegenen in der Gruppe F (spielt um die Plätze fünf bis zwölf).
| 07.08.2007 | Oldenburg | Italien | – | Argentinien | 0:2 | (14:20, 11:20)        |
| 07.08.2007 | Oldenburg | Namibia | – | Dänemark    | 2:1 | (22:20, 13:20, 20:12) |

## Zwischenrunde

### Gruppe E
spielt um die Plätze eins bis acht; Spielorte: Braunschweig (B), Stade (S), Wildeshausen (W)
| 08.08.2007 | B | Österreich  | – | Argentinien | 2:0 | (20:16, 20:14)        |
| 08.08.2007 | B | Namibia     | – | Schweiz     | 0:2 | (11:20, 16:20)        |
| 08.08.2007 | B | Namibia     | – | Argentinien | 0:2 | (8:20, 18:20)         |
| 08.08.2007 | B | Österreich  | – | Schweiz     | 2:0 | (20:15, 20:11)        |
| 08.08.2007 | S | Brasilien   | – | Deutschland | 2:1 | (20:8, 14:20, 20:14)  |
| 09.08.2007 | S | Österreich  | – | Namibia     | 2:0 | (20:7, 20:9)          |
| 09.08.2007 | S | Brasilien   | – | Namibia     | 2:0 | (20:3, 20:4)          |
| 09.08.2007 | S | Brasilien   | – | Österreich  | 2:1 | (20:18, 19:21, 20:18) |
| 09.08.2007 | B | Deutschland | – | Argentinien | 2:0 | (20:18, 20:10)        |
| 09.08.2007 | B | Schweiz     | – | Argentinien | 2:0 | (20:17, 20:17)        |
| 09.08.2007 | B | Deutschland | – | Schweiz     | 2:0 | (20:16, 20:18)        |
| 10.08.2007 | W | Brasilien   | – | Argentinien | 2:1 | (20:16, 14:20, 20:16) |
| 10.08.2007 | W | Namibia     | – | Deutschland | 0:2 | (15:20, 11:20)        |
| 10.08.2007 | W | Brasilien   | – | Schweiz     | 1:2 | (18:20, 20:10, 15:20) |
| 10.08.2007 | W | Deutschland | – | Österreich  | 0:2 | (17:20, 18:20)        |

### Gruppe F
spielt um die Plätze fünf bis zwölf; Spielorte: Braunschweig (B), Stade (S), Wildeshausen (W)
| 08.08.2007 | B | USA      | – | Taiwan   | 0:2 | (18:20, 9:20)         |
| 08.08.2007 | S | Chile    | – | Italien  | 2:0 | (20:17, 23:21)        |
| 08.08.2007 | S | Japan    | – | Dänemark | 0:2 | (6:20, 13:20)         |
| 08.08.2007 | S | Chile    | – | Dänemark | 1:2 | (20:18, 18:20, 19:21) |
| 08.08.2007 | S | Japan    | – | Italien  | 0:2 | (10:20, 4:20)         |
| 09.08.2007 | S | Chile    | – | Japan    | 2:0 | (20:5, 20:12)         |
| 09.08.2007 | S | Chile    | – | USA      | 2:0 | (20:9, 20:10)         |
| 09.08.2007 | S | USA      | – | Japan    | 2:0 | (20:10, 20:17)        |
| 09.08.2007 | B | Taiwan   | – | Italien  | 0:2 | (6:20, 12:20)         |
| 09.08.2007 | B | Taiwan   | – | Dänemark | 0:2 | (11:20, 11:20)        |
| 09.08.2007 | B | Dänemark | – | Italien  | 0:2 | (15:20, 12:20)        |
| 10.08.2007 | W | Japan    | – | Taiwan   | 0:2 | (11:20, 13:20)        |
| 10.08.2007 | W | USA      | – | Italien  | 0:2 | (12:20, 14:20)        |
| 10.08.2007 | W | Chile    | – | Taiwan   | 2:0 | (20:8, 20:4)          |
| 10.08.2007 | W | USA      | – | Dänemark | 0:2 | (10:20, 7:20)         |

## Qualifikationsspiele für das Spiel um Platz 5
Der Erst- und Zweitplatzierte der Gruppe F spielten gegen den Fünft- und Sechstplatzierten der Gruppe E eine Zwischenqualifikation für das Spiel um Platz 5.
| 11.08.2007 | Oldenburg | Argentinien | – | Italien | 2:0 | (20:14, 20:18) |
| 11.08.2007 | Oldenburg | Namibia     | – | Chile   | 0:2 | (14:20, 17:20) |

## Halbfinale
| 11.08.2007 | Oldenburg | Brasilien  | – | Schweiz     | 3:0 | (20:15, 20:10, 20:16) |
| 11.08.2007 | Oldenburg | Österreich | – | Deutschland | 3:0 | (20:15, 20:15, 20:10) |

## Platzierungs- und Finalspiele
| Spiel um Platz 11 | Spiel um Platz 11 | Spiel um Platz 11 | Spiel um Platz 11 | Spiel um Platz 11 | Spiel um Platz 11 | Spiel um Platz 11            | Spiel um Platz 11 |
| ----------------- | ----------------- | ----------------- | ----------------- | ----------------- | ----------------- | ---------------------------- | ----------------- |
| 11.08.2007        | Oldenburg         | USA               | –                 | Japan             | 2:0               | (20:10, 20:12)               |                   |
| Spiel um Platz 9  |                   |                   |                   |                   |                   |                              |                   |
| 11.08.2007        | Oldenburg         | Dänemark          | –                 | Taiwan            | 2:0               | (20:14, 20:16)               |                   |
| Spiel um Platz 7  |                   |                   |                   |                   |                   |                              |                   |
| 12.08.2007        | Oldenburg         | Italien           | –                 | Namibia           | 2:0               | (20:14, 20:12)               |                   |
| Spiel um Platz 5  |                   |                   |                   |                   |                   |                              |                   |
| 12.08.2007        | Oldenburg         | Argentinien       | –                 | Chile             | 2:1               | (21:23, 20:9, 20:10)         |                   |
| Spiel um Platz 3  |                   |                   |                   |                   |                   |                              |                   |
| 12.08.2007        | Oldenburg         | Schweiz           | –                 | Deutschland       | 1:3               | (18:20, 20:17, 14:20; 11:20) |                   |
| Finale            |                   |                   |                   |                   |                   |                              |                   |
| 12.08.2007        | Oldenburg         | Brasilien         | –                 | Österreich        | 0:3               | (15:20, 8:20, 11:20)         |                   |

## Schiedsrichter
Neun Schiedsrichter aus drei Nationen wurden bei der Weltmeisterschaft eingesetzt.
| Name               | Land        | Einsätze Finalrunde          | Einsätze Finalrunde           |
| ------------------ | ----------- | ---------------------------- | ----------------------------- |
| Name               | Land        | Schiedsrichter               | Linienrichter                 |
| Daniel Müller      | Schweiz     | P5 / ARG – CHL               | HF / GER – AUT                |
| Frieder Koruna     | Schweiz     | Q / NAM – CHL                | HF / GER – AUT                |
| Richard Meyerhans  | Schweiz     | HF / GER – AUT               | F / AUT – BRA                 |
| Gerhard Zeller     | Österreich  | P11 / USA – JAP              | P3 / GER – SUI HF / BRA – SUI |
| Rainer Pfaffeneder | Österreich  | Q / ARG – ITA                | P3 / GER – SUI                |
| Klaus Hübner       | Österreich  | P3 / GER – SUI               |                               |
| Karsten Asbahr     | Deutschland | P7 / ITA – NAM               | HF / BRA – SUI                |
| Andreas Bernhardt  | Deutschland | F / AUT – BRA HF / BRA – SUI |                               |
| Mario Lancioni     | Deutschland | P9 / DEN – TWN               | F / AUT – BRA                 |

## Allstar-Team
Während der Siegerehrung wurde auch das Allstar-Team dieser WM bekanntgegeben.
- Angriff: Martin Weiss ( Österreich), George Schuch ( Brasilien)
- Zuspiel: Fernando Eisele ( Brasilien)
- Abwehr: Christian Kläner ( Deutschland), Christian Kohlmann ( Brasilien)
- Coach: Gastão Englert ( Brasilien)

## Platzierungen
| Rang | Land               |
| ---- | ------------------ |
| 1.   | Österreich         |
| 2.   | Brasilien          |
| 3.   | Deutschland        |
| 4.   | Schweiz            |
| 5.   | Argentinien        |
| 6.   | Chile              |
| 7.   | Italien            |
| 8.   | Namibia            |
| 9.   | Dänemark           |
| 10.  | Taiwan             |
| 11.  | Vereinigte Staaten |
| 12.  | Japan              |